# Glen Eden (Kilcreggan)

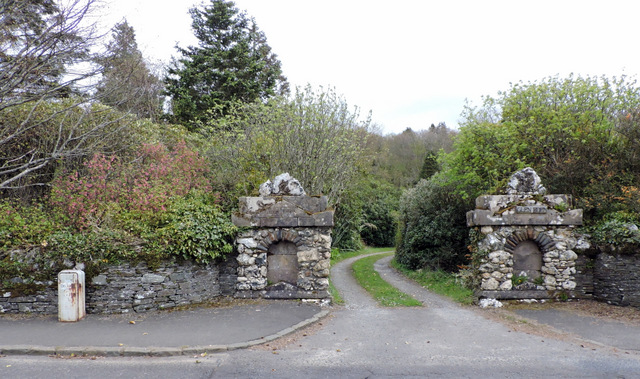
Pforte von Glen Eden

Glen Eden ist der Name einer Villa in der schottischen Ortschaft Kilcreggan auf der Halbinsel Rosneath in der Council Area Argyll and Bute. Das Gebäude befindet sich am Nordrand des Küstenortes oberhalb der Abzweigung des Loch Long aus den Kyles of Bute. 1971 wurde Glen Eden in die schottischen Denkmallisten in der höchsten Kategorie A aufgenommen.

## Beschreibung
Der genaue Bauzeitpunkt von Glen Eden ist nicht überliefert, sodass nur die 1850er Jahre als Bauzeitraum angegeben werden können. Als Architekt war Alexander Thomson für die Planung verantwortlich. Die asymmetrische, zweistöckige Villa besitzt grob einem L-förmigen Grundriss. Sie weist stilistische Merkmale der Neoromanik und der mediterranen Villenarchitektur auf und gilt als gutes Beispiel für die Arbeiten Thomsons auf diesem Gebiet. Sie besteht aus Bruchstein von Sandstein und Eruptivgestein und ist im traditionellen Stil mit Harl verputzt. Die Zierbänder sind aus rosafarbenem Sandstein, aus dem auch die abgesetzten Ecksteine an den Gebäudekanten bestehen. Das Gebäude schließt mit einem schiefergedeckten Walmdach ab. Das Anwesen wird von einer Bruchsteinmauer umgeben. Die Pfeiler beiderseits des Zufahrtsweges sind mit blinden Segmentbögen und angedeuteten Dreiecksgiebeln verziert.